# Goodyera dolabripetala
Goodyera dolabripetala är en orkidéart som först beskrevs av Oakes Ames, och fick sitt nu gällande namn av Rudolf Schlechter. Goodyera dolabripetala ingår i släktet knärötter, och familjen orkidéer. Inga underarter finns listade i Catalogue of Life.